# 신천초등학교 (경기)
신천초등학교는 대한민국 경기도 시흥시에 있는 공립 초등학교이다.

## 학교 연혁
- 1999년 3월 1일 개교